# Hạch toán năng lượng
Hạch toán năng lượng là một hệ thống được sử dụng trong ngành công nghiệp, đo và phân tích tiêu thụ năng lượng các hoạt động khác nhau được thực hiện để cải thiện hiệu quả năng lượng 

## Quản lý năng lượng

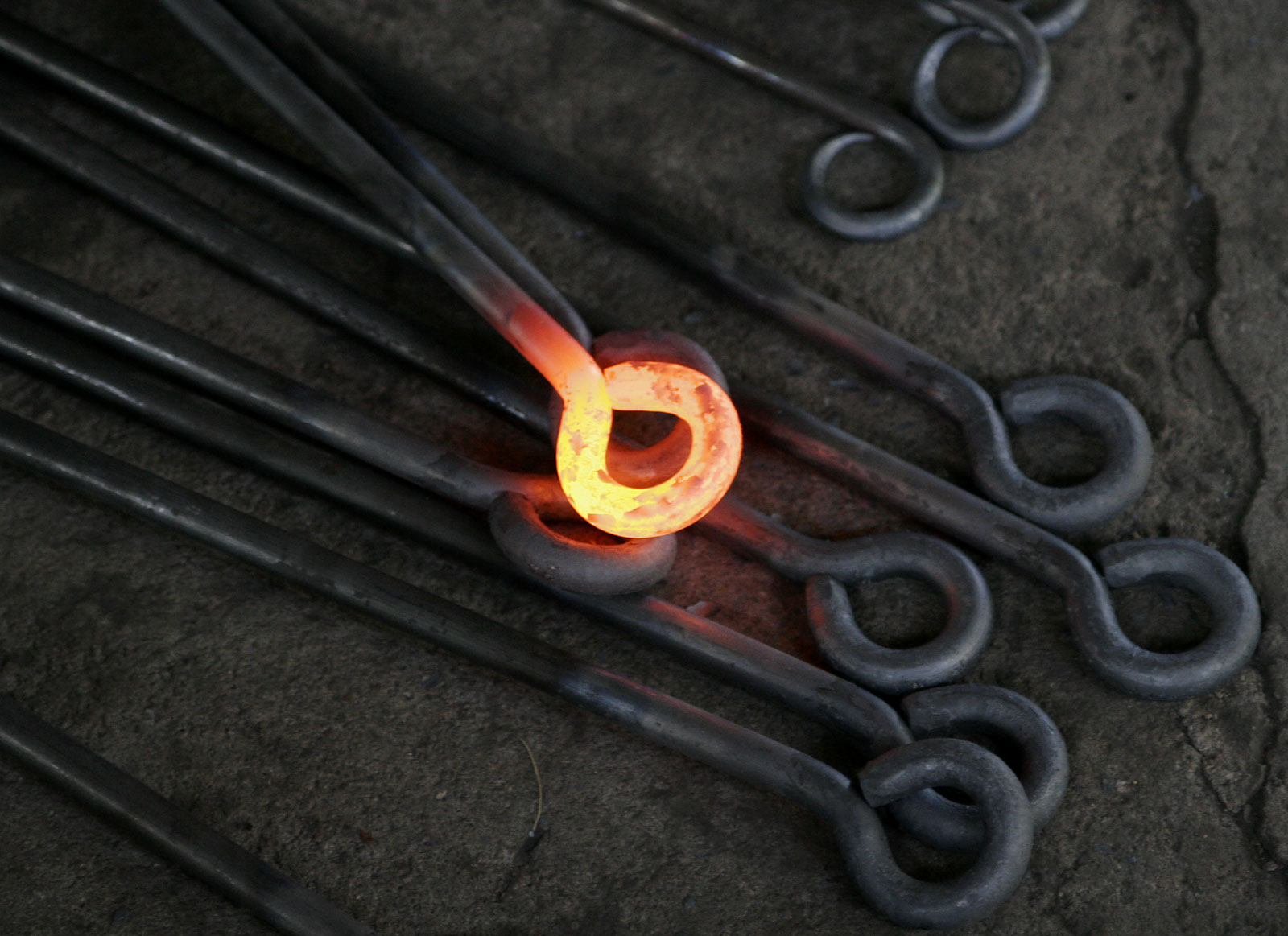
Nhiệt, một dạng năng lượng, là lượng động năng của phân tử ngẫu nhiên.

Hạch toán năng lượng là một hệ thống được sử dụng trong các hệ thống quản lý năng lượng đo lường và phân tích tiêu thụ năng lượng được thực hiện để nâng cao hiệu quả năng lượng trong một tổ chức.
Chuyển đổi năng lượng khác nhau là có thể. Cân bằng năng lượng có thể được sử dụng để theo dõi năng lượng thông qua một hệ thống. Này trở thành một công cụ hữu ích để xác định sử dụng tài nguyên và tác động môi trường. Bao nhiêu năng lượng là cần thiết tại mỗi điểm trong một hệ thống và hình thức mà năng lượng "là", có thể được đo. Một hệ thống hạch toán theo dõi của năng lượng, năng lượng ra, và năng lượng hữu ích so với công việc không thực hiện, và sự biến đổi trong một hệ thống. Đôi khi, công việc không hữu ích là những gì thường chịu trách nhiệm cho các vấn đề môi trường.

## Cân bằng năng lượng
lợi nhuận trên đầu tư Năng lượng (EROEI) là tỷ lệ của năng lượng cung cấp bởi một công nghệ năng lượng với vốn đầu tư để thiết lập công nghệ năng lượng.